# Dominic Barto
Dominic Barto (20. prosince 1930 Pensylvánie - 10. dubna 2019 San Bernardino, Kalifornie) byl americký herec, který se uplatnil hlavně v italské kinematografii.
Začínal jako boxer, od konce 60. let 20. století hrál vedlejší role ve spaghetti westernech. Díky drobné postavě a charakteristické ostře řezané tváři se uplatnil hlavně v záporných nebo komických rolích. V 90. letech 20. století ukončil filmovou kariéru. Zemřel v roce 2019 v San Bernardinu.

## Filmové role
- 1969 Stiletto (Franchini)
- 1970 Pravá a levá ruka ďábla (Mortimer)
- 1970 Básník a kočička
- 1971 Detektiv Shaft
- 1972 Podivné dědictví (Opičák Smith)
- 1972 Muž jménem La Mancha
- 1973 Policajt drábem (Ferramenti)
- 1974 Šimon a Matouš (Morgan)
- 1974 Šimon a Matouš jedou na riviéru (Morgan)
- 1974 Policajt v Hongkongu (Ferramenti)
- 1975 Hrabě Monte Cristo (TV film) (Bertuccio)
- 1977 Jiný muž, jiná šance
- 1985 Čest rodiny Prizziů (Presto Ciglione)
- 1985 Rocky IV (sovětský funkcionář)
- 1987 Nesmělí lidé
- 1990 Horké zboží (Louie Girardo)
- 1991 Lucky Luke (William Dalton)